# Josep Fèlix Ballesteros Casanova
Josep Fèlix Ballesteros Casanova (castellà: Josep Fèlix Ballesteros)  (Tarragona, 27 de desembre de 1959) és un psicopedagog i polític tarragoní.

## Biografia
Va cursar primària i batxillerat al Col·legi del Seminari de Tarragona, on va adquirir formació religiosa i profundes conviccions cristianes que el durien a formar part de diverses associacions de joves o de caràcter recreatiu i cultural.
Va estudiar a la Facultat de Ciències Físiques de la Universitat de Barcelona. La seva militància en grups ecologistes i la seva oposició a l'energia nuclear el van fer abandonar aquests estudis al tercer curs, optant per una formació acadèmica de caràcter humanista. Durant els anys de formació universitària va compartir els seus estudis amb diversos treballs a temps parcial per finançar la seva carrera universitària. Es va llicenciar en Ciències de l'Educació a la Universitat Rovira i Virgili de Tarragona (1982), formant part seguidament de la plantilla de professors d'Educació Integrada de l'Organització Nacional de Cecs d'Espanya (ONCE).
Va ser nomenat vicesecretari del Consell Municipal de la Joventut entre 1981 i 1983. Regidor independent per la candidatura socialista (1983–1989) amb la cartera de Cultura, Joventut i Festes. Regidor a l'oposició (1989-1996). De nou regidor d'Universitats (1996-1999), president de la Fundació d'Estudis Universitaris, de Tinet, i president de l'Empresa Municipal de Mitjans de Comunicació. Temporalment, va deixar tots els càrrecs polítics representatius per dedicar-se exclusivament a la seva activitat professional de psicopedagog (1999-2003). En el mateix període va ocupar diverses responsabilitats internes dins del PSC, i va ser designat president de l'Agrupació Socialista de Tarragona, responsabilitat que encara exerceix. Va ser Alcalde de Tarragona des de l'any 2007 fins a l'any 2019.

## Vida personal
L'any 1983 va contraure núpcies amb Creu, i de la unió en van néixer els seus dos fills: Oriol i Laura. Ha participat com a docent en diferents seminaris especialitzats i cursos de formació. Autor de diverses ponències presentades en l'àmbit universitari, ha participat en l'elaboració de quatre estudis sectorials sobre els mecanismes i processos d'aprenentatge de nens i joves amb deficiències auditives i visuals. Ha publicat articles científics i ha estat i és columnista habitual de temes polítics en diversos mitjans escrits i tertulià habitual de ràdio i televisió. En col·laboració amb el periodista Carles Gosálbez, va publicar el seu primer llibre, en què narra la seva trajectòria vital i política des de l'any 1983 fins a l'actualitat. Pel que fa a la seva faceta més personal, és soci del Club Gimnàstic de Tarragona i del Club Nàutic, així com de diverses associacions culturals.

## Alcalde de Tarragona
Després d'un període d'uns quatre anys en què va deixar la vida pública, es va presentar de nou a les eleccions municipals (2003) encapçalant la candidatura del PSC, en què va quedar a menys de vuit-cents vots de la victòria. Entre el 2003 i el 2007 va exercir de portaveu del PSC a l'Ajuntament de Tarragona i de vicepresident de la Diputació de Tarragona. Finalment, a les eleccions del 2007, després de quedar-se a les portes de la majoria absoluta, va accedir a l'alcaldia. Després d'una victòria electoral més ajustada l'any 2011 va formar el govern municipal amb regidors del Partit Popular i Unió Democràtica de Catalunya els quals també li van brindar suport després de les eleccions del 2015.
A les eleccions municipals del 2019 tot i que la seva candidatura va ser la més votada no va repetir com a alcalde i va ser reemplaçat per Pau Ricomà i Vallhonrat d'Esquerra Republicana de Catalunya que va sumar més suports al ple municipal.

## Investigació per delictes relacionats amb la corrupció
El gener de 2016 va declarar davant el jutge com a investigat pel que es coneix com a "cas Inipro", en què s'intentava esbrinar si eren legals els contractes que va fer l'ajuntament amb aquesta empresa de serveis socials. Ballesteros va haver de respondre davant del jutjat d'instrucció número 1 de Tarragona als indicis de delicte prevaricació, malversació, alteració de preus en concurs i subhastes públiques, falsedat documental, frau, suborn, tràfic d'influències i abús en l'exercici de la funció pública.
El 27 de maig de 2020 es feia públic que s'havia tancat la instrucció del "cas Inipro" i que seria jutjat per vuit delictes juntament amb altres membres locals del PSC entre les quals la seva mà dreta al govern municipal Begoña Floria Eseberri però en el seu cas només per set delictes fiscals. El 7 de desembre es feu públic que la Fiscalia de Tarragona demanava 6 anys de presó pel cas Inipro i les irregularitats en la contractació de l'empresa Inipro per part de l'Institut Municipal de Serveis Socials, l'any 2010, amb fins partidistes. Junt amb Ballesteros també s'investigà l'exportaveu del seu mateix partit socialista Begoña Floria i altres alts càrrecs de l'entitat municipal. En concret, cinc dels delictes haurien acabat amb desviaments de 276.000 euros cap al PSC. La formació tarragonina de la CUP, que formava part de l'acusació junt en sintonia amb el consistori local, demanava penes d'entre 13 i 14 anys de presó pels imputats i que el PSC forcés la sortida dels regidors implicats en el cas. El judici, però no se celebraria fins al 2022.